# Francophonie dans le Minnesota
La francophonie du Minnesota fait référence à l'utilisation historique et officielle de la langue française dans l'État du Minnesota, du XVIIe siècle à nos jours.

## Historique

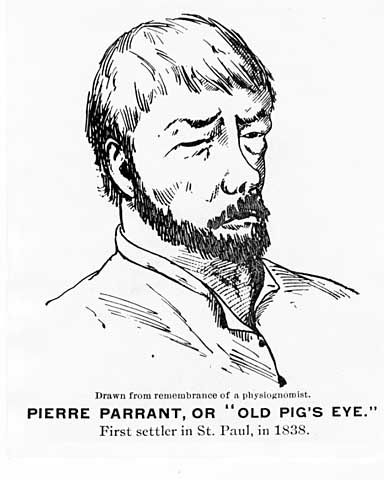
Pierre Parrant, dit « Œil de cochon », premier colon de la ville de Saint Paul, au Minnesota

L'histoire de la langue française au Minnesota est intimement liée aux colons canadiens, qui ont contribué très tôt à son développement dans la région, comme le découvreur Louis Hennepin et le trappeur Pierre Parrant. 
Mais la présence d'expéditions, d'établissements et de villages francophones est attestée dès le milieu du XVIIe siècle dans la région, notamment grâce aux Français Pierre Radisson et le Sieur de Groseilliers, qui atteignirent vraisemblablement en 1654 le Minnesota, après avoir exploré le Wisconsin.
Cavelier de la Salle explore quelques années plus tard le Mississippi et arrive jusqu'à l'actuel État voisin du Dakota du Nord et surnomme la région « L'étoile du Nord » qui deviendra par la suite la devise de l'État du Minnesota, voisin des Grandes Plaines du Dakota.
L'exploration des territoires du Nord ainsi que de la région des grands lacs, dont le Minnesota, fut encouragée notamment par le Gouverneur de la Nouvelle-France, Frontenac.
Aux débuts de l'existence de l'État, un nombre important de nouveaux colons étaient des Canadiens, parmi lesquels Pierre Parrant, un trappeur et commerçant en fourrures né à Sault Ste. Marie (Michigan) en 1777. 
Les Métis de la Rivière Rouge ont également été une communauté importante dans la pratique du français au Minnesota.

Sceau de l'état du Minnesota

Depuis 1858, date de création de l'État, le sceau officiel du Minnesota (voir image) porte l'appellation en français de Cavelier de la Salle : "L'étoile du Nord".

## Dans les arts
De nombreuses réalisations architecturales, picturales et musicales dans cet état sont dues à des francophones établis ou de passage au Minnesota. 
Ainsi, la paroisse de St Louis est fondée en 1868 par l'architecte français Emmanuel Louis Masqueray

## Grandes figures francophones du Minnesota
Irma Levasseur, première femme médecin d'Amérique du Nord, fut formée au Minnesota avant de retourner pratiquer au Québec et en Europe. Elle fit des études de médecine à l'Université Saint-Paul du Minnesota car les universités québécoises refusent alors les femmes dans leurs salles de cours. Elle pratiquera donc la médecine, de 1900 à 1903, aux États-Unis avant de pouvoir le faire dans son pays natal. En 1907, avec l'aide de Justine Lacoste-Beaubien, et de médecins qu'elle a recrutés (dont Séverin Lachapelle), Irma Levasseur fondera l'hôpital Sainte-Justine de Montréal.

## Pratique du français depuis leXXesiècle
La pratique du français au Minnesota s'est profondément transformée et amoindrie avec les campagnes d'anglicisation des états de la fédération américaine au cours du XXe siècle ainsi que l'interdiction temporaire d'enseigner ou de pratiquer le français dans les écoles. En 1980, on ne comptait plus officiellement que 303 599 personnes d'« origine française », 10 026 « autres francophones » et 775 « nés en France » au Minnesota, représentant environ 8,2 % de la population .

### Lieux
La ville de Gentilly) est un haut lieu de l'immigration canadienne francophone. À Gentilly, l'église catholique Saint Pierre (en anglais : Saint Peter), aujourd'hui inscrite aux monuments historiques, ne ressemble pas aux autres églises de la région, souvent construites en bois. Cette église de briques bâtie en 1914 fut « l'église des Français » de la région, dont la plupart provenaient de Joliette, au Québec, pour s'installer dans le nord des États-Unis, au cours des dernières décennies du XIXe siècle.
À l'intérieur de l'église Saint Pierre de Gentilly, les douze stations du chemin de croix ainsi que les vitraux portent des inscriptions uniquement en français.
Terrebonne, Huot, Roseau et Saint Hilaire peuvent être également identifiés comme des lieux historiques de colonisation francophone.
À travers l'État, de nombreux lieux portent toujours des noms français tels : Mille Lacs County, French River, French Lake, Roseau County, St. Louis County, Lac qui Parle County, Hennepin County, Le Sueur County, Lyon County, Voyageurs National Park, Lake Vermilion, Grand Portage, Lake Marquette, Fond du Lac river, Lac Bois Blanc lake, Lac Vieux Desert lake, Lac Plè (or Pelé) lake, Belle Plaine, Belle Plaine park, Belle Fontaine post office, Belle Taine, Belle Rose Island, La Croix Lake, La Salle Lake, La Salle River, LaBelle Lake, Le Homme Dieu Lake, Nord lake, La Grand, La Crosse, Audubon, Bain, Beauford, Beaulieu, Bejou, Bellaire, Belgian Township, Belle Prairie Township, Bellevue Township, Belleville, Des Moines, Detroit, Duluth, Dumont, Duquette, Frenchman's Bar, Frenchy Corner, Frontenac, Grand Marais, Lafayette, La Fontaine, La Cressent, Lagarde, Le Claire, Le Roy, Le Center, Louisville, Maine, Marcoux, Sault, St. Hilaire, Chapeau Lake, Faribault, Lake of the Woods (Lac des Bois), Nicollet County, Orleans...

### Actuellement
À l'heure actuelle, le fait français au Minnesota se matérialise par des classes bilingues et cours de français en université et dans les écoles locales ; mais aussi à travers des associations et groupements régionaux, tels que l'Association des Français du Nord (AFRAN) qui soutient des événements, notamment le Festival Chautauqua à Huot, sur l'héritage historique francophone pour toutes les communautés locales.
Un Festival « Franco-fête » a été organisé en 2012 à Minneapolis et des événements semblables ont lieu annuellement à travers l'État.
Le Minnesota étant un État frontalier avec des zones francophones du Canada, les échanges en français restent fréquents. 
En 2004, il était estimé que 35 % de la production du Minnesota s'exportait vers des pays francophones (Canada, France, Belgique et Suisse en tête).

## Relations internationales
Deux consulats francophones sont en activité au Minnesota : le consulat de Belgique à Saint Paul et le consulat canadien à Minneapolis.
Minneapolis compte également une Alliance française et une annexe de l'Association américaine des professeurs de français (AATF),